# Клипмейкеры (фильм)
«Клипмейкеры» — российский комедийный фильм Григория Константинопольского. Фильм вошёл в конкурсную программу первого фестиваля авторского кино «Зимний». В широкий прокат фильм вышел 5 января 2023 года.

## Сюжет
Действие фильма разворачивается с 1992 по 1999 год, сюжет основан на воспоминаниях автора о той поре. Однако «Клипмейкеры» — не точная реконструкция событий 90-х, а скорее фантазия на тему жизни и приключений московской богемной молодёжи того времени. Речь идёт о начинающих режиссёрах, которые снимают музыкальные видео для эстрадных звёзд и периодически ввязываются в разнообразные авантюры.

## В ролях
| Актёр                | Роль                            |
| -------------------- | ------------------------------- |
| Александр Горчилин   | Гриша Византийский              |
| Александр Кузнецов   | Василий Коппола                 |
| Мария Шалаева        | Тоня Водкина                    |
| Владимир Епифанцев   | бандит, помощник депутата Бобёр |
| Роза Хайруллина      | бабушка Армена                  |
| Кристина Веденеева   | Геля                            |
| Даниил Газизуллин    | Охлостанов                      |
| Иван Макаревич       | Ганя                            |
| Стася Венкова        | Настя                           |
| Александр Молочников | Енисей                          |

## Историческая основа
Некоторые персонажи выведены под своими именами: Арам Вардеванян играет Армена Петросяна, Риналь Мухаметов — Богдана Титомира, Никита Пресняков — собственного отца Владимира Преснякова. Другие лишь напоминают реальных клипмейкеров и представителей творческой богемы: так, герой Александра Кузнецова, Василий Коппола (сын знаменитого режиссёра Григория Копполы), чем-то похож на Федора Бондарчука, Тоня Водкина (Мария Шалаева) — на Авдотью Смирнову, престарелая бабушка Армена (Роза Хайруллина) — на пани Броню, а артист Охлостанов, звезда фильма «Восемь с половиной долларов» — на Ивана Охлобыстина, действительно сыгравшего в одноимённой картине главную роль. Главный же герой (Александр Горчилин), выведенный под прозрачным псевдонимом Гриша Византийский — альтер-эго самого Григория Константинопольского. Прототипом политика Берёзы (Николай Фоменко) является российский политик 90-х Борис Березовский.

## Отзывы критиков
Писатель Елена Кушнир считает, что «полубиографическая комедия абсурда от режиссёра культовых „Восемь с половиной долларов“ Григория Константинопольского не претендует на звание исторической правды. Поэтому именно ею фильм и является. Картина не копирует эпоху по букве, она знает её дух, а ещё лучше знает не только когда, но и чем „всё это закончится“».